# Puezgruppe
Die Puezgruppe ist eine Gebirgsgruppe in den westlichen Dolomiten, die sich in Südtirol (Italien) befindet.

## Lage und Umgebung

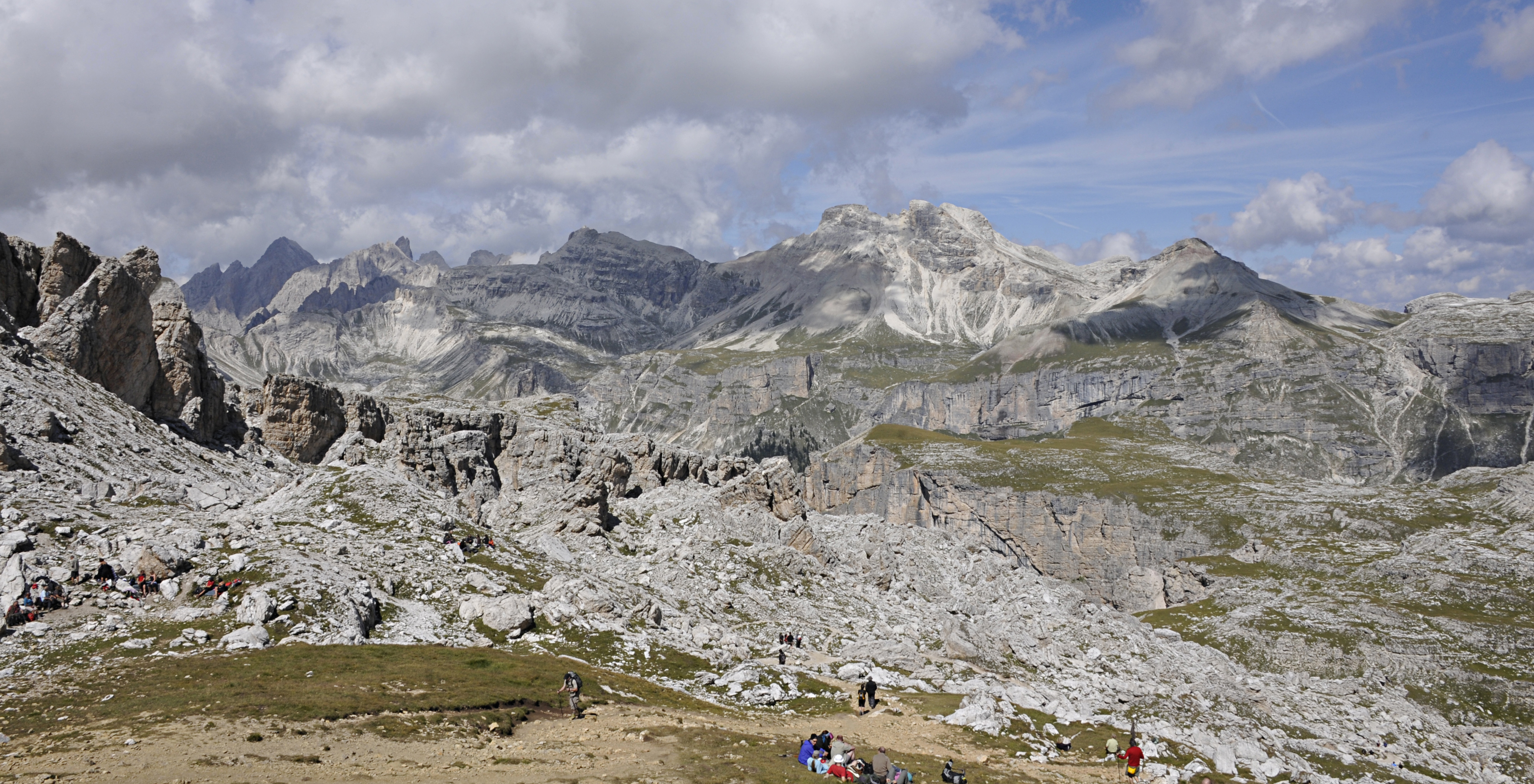
Die Puezspitzen vom Crespëina-Joch

Die Puezgruppe wird im Süden von Gröden und im Osten vom Gadertal begrenzt. Der Übergang zwischen den beiden Tälern, das Grödner Joch, trennt die Puezgruppe von der Sellagruppe. Im Norden fallen die Erhebungen ins Campilltal ab. Im Nordwesten bildet die Roa-Scharte (ladinisch Furcela dla Roa) den Übergang zur Geislergruppe, mit der sie oft zur Puez-Geisler-Gruppe zusammengefasst wird. Der Cislesbach bildet die Westgrenze des Gebirges.
Die Puezgruppe befindet sich im Gebiet der Gemeinden St. Christina in Gröden, Wolkenstein in Gröden, Corvara, Abtei und St. Martin in Thurn und ist fast komplett im Naturpark Puez-Geisler unter Schutz gestellt.

## Gliederung
Die Puezgruppe beinhaltet auch selbst mehrere Untergruppen. Das Langental – von Gröden abzweigend – und das Zwischenkofeltal – ein Campiller Seitental – teilen das Gebirge in Südwest-Nordost-Richtung grob in zwei Blöcke. 
Im südlichen Teil des westlichen Block liegt der Gebirgsstock der Stevia (2552 m) und des Col dala Pieres (2747 m), im nördlichen Teil befinden sich die höchsten Gipfel der Gruppe mit den Puezspitzen (Westliche Puezspitze: 2918 m, Östliche Puezspitze: 2913 m), dem Piz Duleda (2909 m) und dem Puezkofel (2723 m), an dessen Fuß sich die Puezhütte (2475 m) befindet. 
Der östliche Block besteht hauptsächlich aus der weitläufigen Gardenacia-Hochfläche mit ihrer mondähnlichen Landschaft mit weiten Geröllalmen und Steinhügeln, wo auch bedeutende Ammonitenfunde gemacht wurden. Nach Nordosten zweigen von hier Ausläufer ab, die den Kamm zwischen Campiller und Gadertal bilden. Die Hochfläche wird im Südosten vom Sassongher (2665 m) überragt, am südwestlichen Ende, nach dem Lech de Crespëina, schließen am Grödner Joch gelegen die Zacken der Cirspitzen an.